# Camellia cherryana
Camellia cherryana är en tvåhjärtbladig växtart som beskrevs av Orel. Camellia cherryana ingår i släktet Camellia och familjen Theaceae. Inga underarter finns listade i Catalogue of Life.